# Džam
Džam (perzijski: ﺟﺎﻡ' Džâm) je mjesto u okrugu Šahrak u pokrajini Gor, u zapadnom Afganistanu. Kroz njegovu dolinu protječe rijeka Harirud i u potpunosti je okruženo planinama visine oko 2400 m.
Ovaj, danas tek arheološki lokalitet, je nekada bio moćni grad Firuzkuh, prijestolnica dinastije Gurida koji su u 12. i 13. stoljeću vladali Afganistanom, Pakistanom i dijelovima sjeverne Indije, od Kašgara do Perzijskog zaljeva.
Džamski minaret visok 65 m, u potpunosti izgrađen od opeke slavan je po zidnim dekoracijama koje uključuju kaligrafiju i stihove iz Kurana, i to suru o Mirjam, Isusovoj majci. Vjeruje se kako su ga izgradili guridski vladari krajem 12. stoljeća (jedan natpis navodi godinu 1194., dok drugi navodi vladara, sultana Ghijasa ud-Dina koji je vladao od 1157. – 1202.), te da je bio dio džamije izgrađene kako bi se proslavila pobjeda u Bitci kod Delhija 1192. godine (otkuda i naziv "Toranj pobjede"), a koja je uništena u jednoj od kasnijih poplava. Firuzkuh je nestankom Guridskog Carstva izgubio na važnosti i uništili su ga Mongoli 1222. godine.
Stoljećima je bio zaboravljen dok ga 1886. godine nije otkrio Sir Thomas Holdich, britanski geograf koji je sudjelovao u arbitražni afganistanskih državnih granica. Minaret je 2002. godine upisan na UNESCO-ov popis mjesta svjetske baštine u Aziji i Oceaniji, zajedno s drugim arheološkim ostacima u njegovoj blizini, ali je iste godine dospio i na popis ugroženih mjesta svjetske baštine zbog opasnosti od pljačkanja
- Minaret uz rijeku Harirud
- Klanac rijeke Harirud
- Detalj ukrasa
- Minaret iznutra